# クムザール語
クムザール語（クムザールご、Kumzari کمزاری）は、インド・ヨーロッパ語族インド・イラン語派のイラン語群西イラン語群南西イラン語群に属し、ラル語やロル語と類似した言語である。アラビア半島東部のペルシア湾のムサンダム半島のオマーンの飛び地のムサンダム特別行政区のクムザールでクムザール人により話されている。周辺ではセム語のアラビア語が用いられているなか、アラビア半島では例外であるイラン語群の言語である。